# Wahlkreis Kensington and Chelsea
Der Wahlkreis Kensington and Chelsea war von 1997 bis 2010 ein Wahlkreis (englisch constituency) für die Wahl eines Abgeordneten des britischen Unterhauses (House of Commons).

## Ergebnisse

### Parlamentswahl 1997
| Kandidaten           | Kandidaten               | Parteien              | Stimmen | %    |
| -------------------- | ------------------------ | --------------------- | ------- | ---- |
|                      | Alan Clark               | Conservative Party    | 19.887  | 53,6 |
|                      | Robert Atkinson          | Labour Party          | 10.368  | 28,0 |
|                      | Robert Woodthorpe Browne | Liberal Democrats     | 5.668   | 15,3 |
|                      | Andrew Ellis-Jones       | UK Independence Party | 540     | 1,5  |
|                      | Edward Bear              | Teddy Bear Alliance   | 218     | 0,6  |
|                      | Paul Oliver              | UK Pensioners Party   | 176     | 0,5  |
|                      | Susan Hamza              | Natural Law Party     | 122     | 0,3  |
|                      | Paul Sullivan            | Rainbow Dream Ticket  | 65      | 0,2  |
|                      | Pete Parliament          | unabhängig            | 44      | 0,1  |
| Gesamt               | Gesamt                   | Gesamt                | 37.088  | 100  |
|                      |                          |                       |         |      |
| Quelle: UK Parlament |                          |                       |         |      |

### Nachwahl 1999
Die Wahl fand am 25. November statt.
| Kandidaten                                                   | Kandidaten                                 | Parteien                                    | Stimmen | %    |
| ------------------------------------------------------------ | ------------------------------------------ | ------------------------------------------- | ------- | ---- |
|                                                              | Michael Portillo                           | Conservative Party                          | 11.004  | 56,4 |
|                                                              | Robert Atkinson                            | Labour Party                                | 4.298   | 22,0 |
|                                                              | Robert Woodthorpe Browne                   | Liberal Democrats                           | 1.831   | 9,4  |
|                                                              | John Stevens                               | Pro-Euro Conservative                       | 740     | 3,8  |
|                                                              | Damian Hockney                             | UK Independence Party                       | 450     | 2,3  |
|                                                              | Hugo Charlton                              | Green Party of England and Wales            | 446     | 2,3  |
|                                                              | Charles de Vere Beauclerk, Earl of Burford | Democratic Party                            | 182     | 0,9  |
|                                                              | Colin Paisley                              | Legalise Cannabis Alliance                  | 141     | 0,7  |
|                                                              | Michael Irwin                              | Campaign for Living Will Legislation        | 97      | 0,5  |
|                                                              | George Oliver                              | UK Pensioners Party                         | 75      | 0,4  |
|                                                              | Stephen Scott-Fawcett                      | Referendum Party                            | 57      | 0,3  |
|                                                              | Louise Hodges                              | Daily and Sunday Sport                      | 48      | 0,2  |
|                                                              | Gerard Valente                             | Natural Law Party                           | 35      | 0,2  |
|                                                              | Lisa Lovebucket                            | People’s Net Dream Ticket Party             | 26      | 0,1  |
|                                                              | John Davies                                | Stop Climatic Change                        | 24      | 0,1  |
|                                                              | Peter May                                  | Equal Parenting Party                       | 24      | 0,1  |
|                                                              | Howling Laud Hope                          | Official Monster Raving Loony Party         | 20      | 0,1  |
|                                                              | Tony Samuelson                             | Stop Tobacco Companies Farming Our Children | 15      | 0,1  |
| Gesamt                                                       | Gesamt                                     | Gesamt                                      | 19.513  | 100  |
|                                                              |                                            |                                             |         |      |
| Wahlberechtigte                                              | Wahlberechtigte                            | Wahlberechtigte                             | 65.806  |      |
|                                                              |                                            |                                             |         |      |
| Quellen: House of Commons Library – The Guardian, 26/11/1999 |                                            |                                             |         |      |

### Parlamentswahl 2001
| Kandidaten           | Kandidaten            | Parteien                         | Stimmen | %    |
| -------------------- | --------------------- | -------------------------------- | ------- | ---- |
|                      | Michael Portillo      | Conservative Party               | 15.270  | 54,5 |
|                      | Simon Stanley         | Labour Party                     | 6.499   | 23,2 |
|                      | Kishwer Falkner       | Liberal Democrats                | 4.416   | 15,8 |
|                      | Julia Stephenson      | Green Party of England and Wales | 1.158   | 4,1  |
|                      | Damian Hockney        | UK Independence Party            | 416     | 1,5  |
|                      | Josephine Quintavalle | ProLife Alliance                 | 179     | 0,6  |
|                      | Ginger Crab           | Jam Wrestling                    | 100     | 0,4  |
| Gesamt               | Gesamt                | Gesamt                           | 28.038  | 100  |
|                      |                       |                                  |         |      |
| Quelle: UK Parlament |                       |                                  |         |      |

### Parlamentswahl 2005
| Kandidaten           | Kandidaten         | Parteien                         | Stimmen | %    |
| -------------------- | ------------------ | -------------------------------- | ------- | ---- |
|                      | Malcolm Rifkind    | Conservative Party               | 18.144  | 57,9 |
|                      | Jennifer Kingsley  | Liberal Democrats                | 5.726   | 18,3 |
|                      | Catherine Atkinson | Labour Party                     | 5.521   | 17,6 |
|                      | Julia Stephenson   | Green Party of England and Wales | 1.342   | 4,3  |
|                      | Mildred Eiloart    | UK Independence Party            | 395     | 1,3  |
|                      | Alfred Bovill      | unabhängig                       | 107     | 0,3  |
|                      | Eddie Adams        | Alliance for Green Socialism     | 101     | 0,3  |
| Gesamt               | Gesamt             | Gesamt                           | 31.336  | 100  |
|                      |                    |                                  |         |      |
| Quelle: UK Parlament |                    |                                  |         |      |